# École centrale van Brussel
De École centrale van Brussel, of juister de École centrale du département de la Dyle (Centrale School van het Dijledepartement) werd gesticht te Brussel in mei 1797, onder het Franse Directoire, als officieel voortzetter en vervanger van de Universiteit Leuven. Enige maanden later werd de Leuvense alma mater verordonneerd om haar activiteiten te staken (decreet van 25 oktober 1797).
In uitvoering hiervan sloot de universiteit op 9 november 1797 haar deuren. Al de roerende goederen en ook een groot deel van de vermaarde bibliotheek van de oude Brabantse Alma Mater werden naar Brussel overgebracht. De Spaanse ex-Jezuïet Charles Antoine de La Serna Santander, hoofd van de bibliotheek van de Centrale school, had toestemming gekregen om een keuze te maken uit de Leuvense catalogus. In een eerste fase ging het om 718 items. Voorts mocht De La Serna putten uit de opslagplaatsen van de Cordeliers. Dit was een voormalig Franciscanenklooster waar de boeken en manuscripten waren opgeslagen die de Franse revolutionairen geroofd hadden uit de Librije van Bourgondië. De bibliothecaris trok hiervoor in 1798 gedurende zes weken naar Parijs.
Nochtans waren de centrale scholen niet opgevat als instellingen voor hoger onderwijs. De wet Daunou van 3 brumaire van het jaar IV (25 oktober 1795) voorzag in hun oprichting ter vervanging van de middelbare scholen. Ze moesten seculier staatsonderwijs op wetenschappelijke basis aanbieden.
De École centrale van Brussel was gevestigd in het vroegere Paleis van Karel van Lotharingen. Ze telde één enkele faculteit, de Faculté des Arts. De school werd ingehuldigd op 31 mei 1797 en de colleges gingen in juni van start.
De École centrale was maar een kort leven beschoren: reeds in 1802 werd ze op haar beurt opgeheven. In de plaats daarvan kwamen er over het hele Franse keizerrijk lycea. Daarmee behoorde Brussel vanaf 1803 tot de voorhoede die een lyceum kreeg naar het nieuwe model. Vanaf 1806 volgde dan een werkelijke instelling voor hoger onderwijs: de Académie de Bruxelles, een afdeling van de Napoleontische Université impériale.

## Hoogleraren
De hoogleraren waren beroemde wetenschappers. Na de opheffing van de École centrale zouden ze terugkeren in latere instituties, zoals de Academie van Brussel en de Rijksuniversiteit Leuven.
Onder hen bevonden zich:
- Louis-Pierre Rouillé: literatuur
- Philippe Lesbroussart: oude talen
- Jean-Baptiste Van Mons: chemie en fysica
- Karel van Hulthem
- Joseph Van der Stegen de Putte, oud amman van Brussel, lid van het geslacht Serroelofs: natuurlijke geschiedenis
- Charles-Lambert d'Outrepont: rechten
- André Rozin, doctor in de geneeskunde: natuurlijke geschiedenis
- Michel Ghiesbreght: wiskunde

## Voetnoten
1. ↑  Brief van 25 oktober 1797, door welke de centrale administratie van het Dijledepartement communiceert aan de administratie van de stad Leuven het voorgaand besluit: "ÉGALITÉ. — LIBERTÉ. — FRATERNITÉ. Bruxelles le 4 brumaire, VIme année républicaine. L'administration centrale du département de la Dyle à l'administration municipale de Louvain. Citoyens, Le ministre de l'intérieur nous en ayant donné l'ordre exprès, nous venons de prendre un arrêté qui ordonne la cessation de l'enseignement dans l'Université de Louvain. Les citoyens Vauthier et De la Serna, qui vous remettront la présente de cet arrêté, sont chargés par nous de diriger les opérations relatives à cette importante mesure et toutes celles qui doivent assurer la conservation des propriétés mobiliaires et immobiliaires de cet établissement. Pleins de confiance dans votre patriotisme et votre dévouement, nous espérons que vous concourrez de tout votre pouvoir à la prompte et entière exécution de notre arrêté. Salut et Fraternité, Les administrateurs du département de la Dyle: (Signé) Lehardy, président, Foubert, Fourmeaux, J. De Bériot, F. E. Bataille, Malllarmé, comm(issaire) du direct(oire) ex(écutif), Delecroix." (getrokken uit: Analectes pour servir à l'histoire de l'Université de Louvain, uitg. door P. F. X. De Ram, Leuven, 1840, drukkerij Vanlinthout en Vandenzande, vol. 3, pp. 61-62)
2. ↑  Leuven University, p. 31: "The university colleges were closed on 9 november 1797, and all items of use, with all the books, were requisitionned for the new École Centrale, in Brussels". Zie ook: Analectes pour servir à l'histoire de l'Université de Louvain, uitg. door P. F. X. De Ram, Leuven, 1840, drukkerij Vanlinthout en Vandenzande, vol. 3, p. 58, nota 1: "De La Serna Santander fut spécialement chargé de faire transférer à Bruxelles les principaux ouvrages de la bibliothèque académique qui déjà, en 1794 et 1795, avait été spoliée par les commissaires français. Le docteur Van de Velde, bibliothécaire de l'Université, était très-lié avec De La Serna, et il se plaisait a rendre hommage à l'intégrité personnelle avec laquelle il remplit la mission qui lui avait été imposée. Au reste, l'on sait que c'est à De La Serna que la Belgique doit la conservation d'une foule de manuscrits et de livres précieux qui étaient destinés à devenir la proie des Vandales de cette époque."
3. ↑  Jean Pie Namur (1840), Histoire des bibliothèques publiques de Bruxelles, blz. 191
4. ↑  BeStor - Centrale scholen, bezocht op 5 augustus 2014
5. ↑  10 prairial, jaar V
6. ↑  Wet van 1 germinal, jaar X (22 maart 1802)
7. ↑  Wet van 11 floréal, jaar X (1 mei 1802), uitgevoerd voor Brussel bij Consulair besluit van 24 vendémiaire, jaar XI